# Vrízea
Vrízea (Vriesea), česky též vrísea nebo vrisea, je rod rostlin z čeledi broméliovitých (Bromeliaceae), podčeledi tilandsie (Tillandsioideae). Vzhled a stavba jednotlivých druhů, kterých je přes 350, je velmi variabilní. Většinou rostou epifyticky. Jejich domovinou je Střední a Jižní Amerika, kde se vyskytují ve vlhkých deštných pralesích. Za centrum výskytu lze zřejmě považovat brazilskou Amazonii.
Jinak je tomu u několika sukulentních zástupců - např. Vriesea espinosae i vypadá jako extrémně suchovzdorný příslušník rodu Tillandsia (za který byla také dlouho považována).
Název Vriesea zvolil John Lindley podle holandského botanika a lékaře jménem Willem Hendrik de Vriese (1806-1862).

## Vzhled
Okraje listů podčeledi Tillandsioideae jsou vždy zcela hladké. Listy mohou mít výraznou kresbu v odlišném odstínu ve tvaru příčných pruhů nebo i skvrn a jsou uspořádány do růžice. Střed růžice vytváří jakousi nádržku nebo nálevku, kde se zachycuje voda, kterou odtud rostliny čerpají. Padají sem i nejrůznější nečistoty, a tak tyto cisterny mohou posloužit i jako životní prostředí různým druhů hmyzu nebo obojživelníků, z detritu rostlina čerpá živiny.
Květenství je jednoduchý nebo složený klas obvykle mečovitého tvaru, korunní plátky jsou volné a na vnitřní straně mají u báze charakteristický jazýček, tzv. ligulu (jazýček je důležitým znakem odlišujícím rod Vriesea od rodu Tillandsia).
Rod Vriesea lze identifikovat také podle semen, která vznikají v pukavé tobolce a mají létací zařízení (padáček) připevněný na té straně semene, v níž je skryt zárodečný klíček.

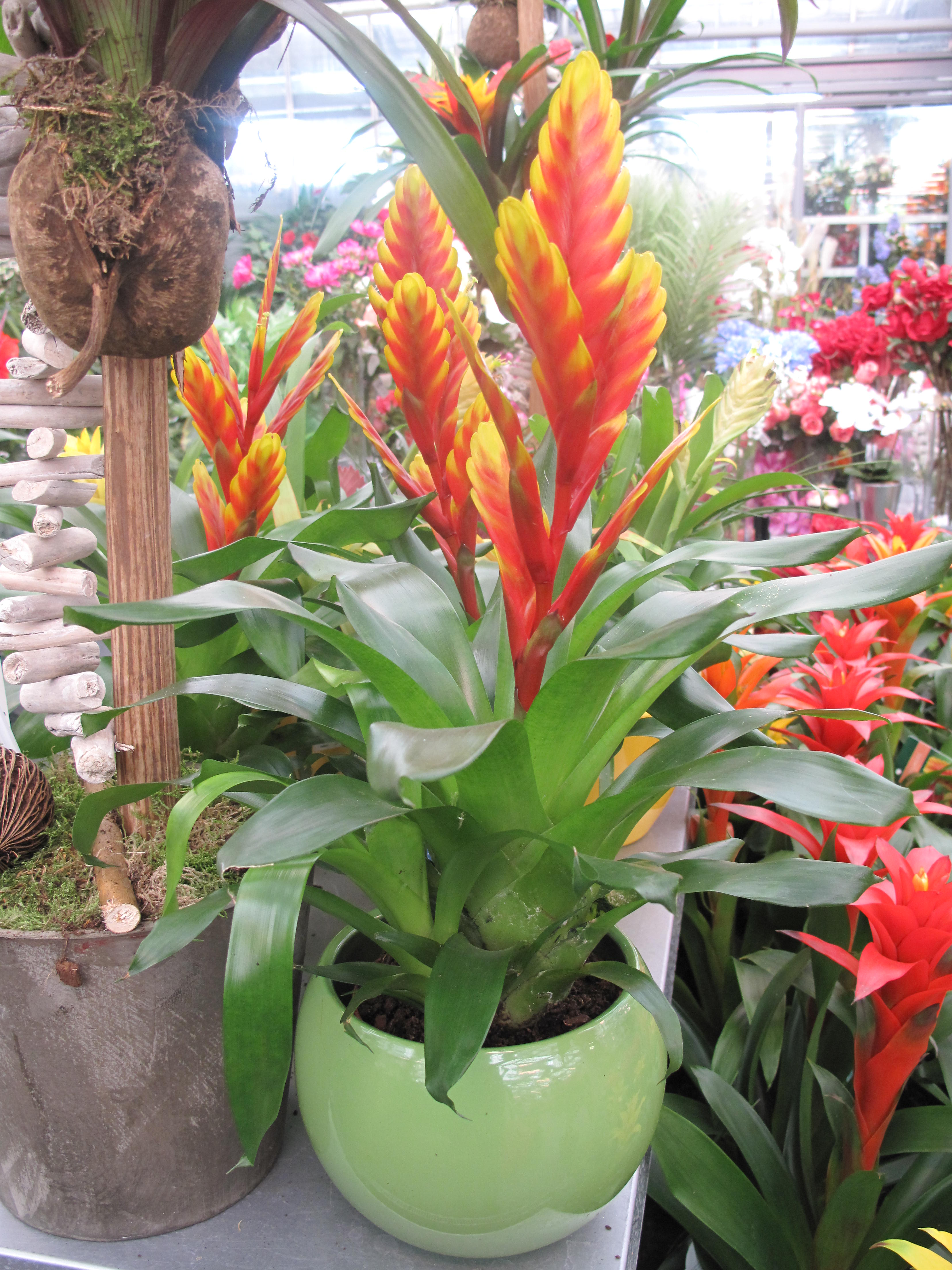
Okrasný hybrid vrízey 'Davine'

## Pěstování
Pro obchod připravili šlechtitelé mnoho kříženců, u nichž se snažili potlačit původně nižší toleranci k suchému vzduchu. Zřejmě nejznámějším a nejčastějším druhem pro pěstování v pokojových podmínkách je Vriesea splendens, ozdobná listem i květenstvím. V profesionálních podmínkách se množí semeny, jinak po odkvětu odnožemi.